# Seeshaupt
Seeshaupt est une commune de Bavière (Allemagne), située dans l'arrondissement de Weilheim-Schongau, dans le district de Haute-Bavière.

## Géographie
Une partie des lacs d'Osterseen sont situés sur le territoire de la municipalité.

## Galerie

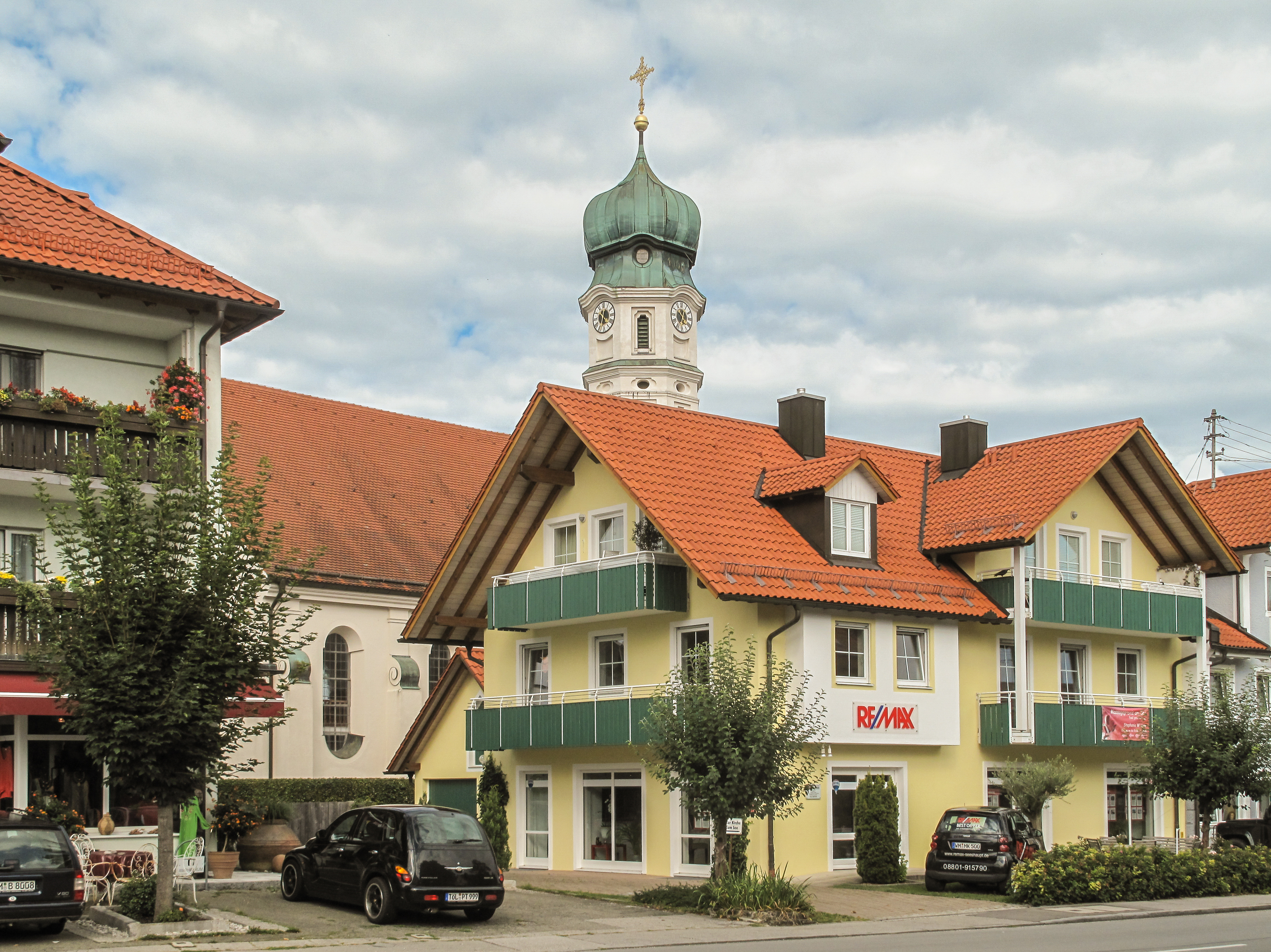
Tour de l'église dans la rue
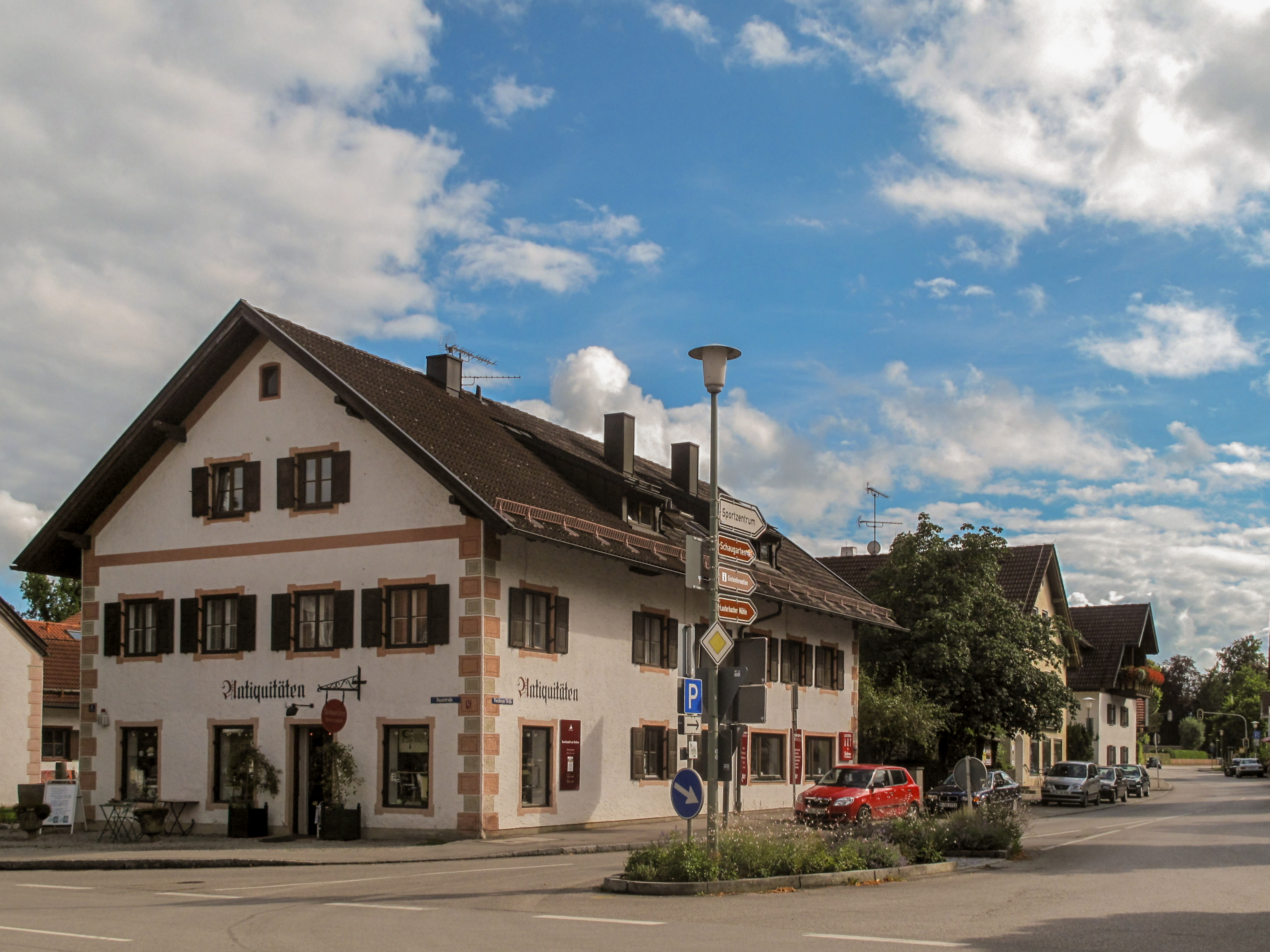
Vue dans la rue : la Hauptstrasse-Penzberger Strasse
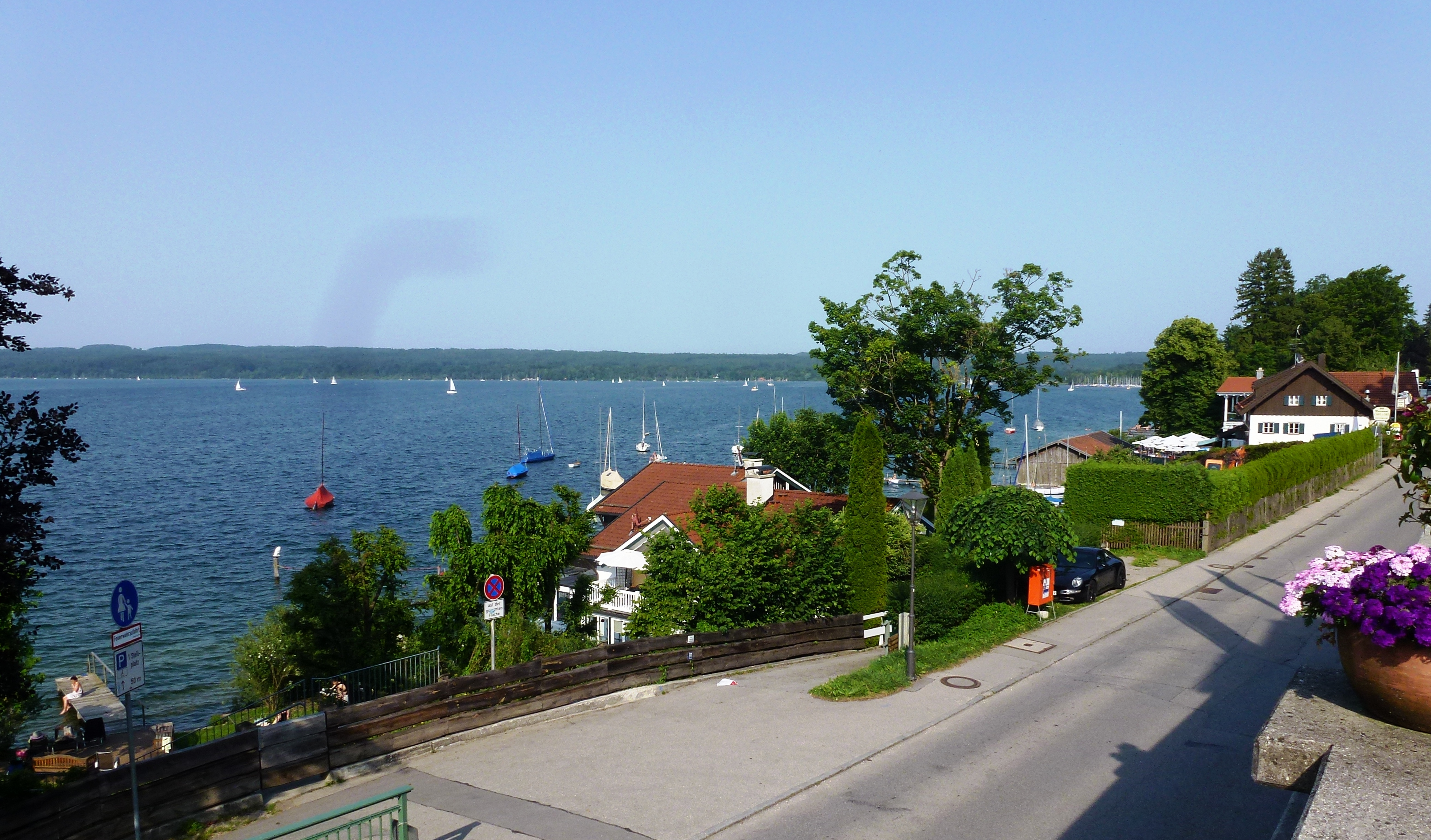
Vue sur la Starnberger See